# Marguerite Husberg
Britt Marguerite Husberg, född 28 mars 1925 i Paris, död  2 februari 2016 i Stockholm, var en svensk tecknare, målare och barnboksförfattare.
Hon var dotter till direktören Knut Husberg och Violet Molitor  samt halvsyster till konstnären Lars-Erik Husberg. Från 1954 var hon gift med arkitekten Leif Olsson. Hon studerade vid Otte Skölds målarskola i Stockholm samt för Fritiof Schüldt och Ragnar Sandberg vid Konsthögskolan 1945–1952. Hon studerade dessutom vid École des Beaux-Arts i Paris 1947 och 1948. 
Marguerite Husberg medverkade i Nationalmuseums utställning Unga tecknare och i utställningar med Gotlands konstförening. Separat ställde hon ut med teckningar på Lilla Galleriet i Stockholm 1954. Samma år tilldelades hon Maria Leadner Engströms stipendium. Hennes konst består av motiv från tunnelbanebygget i Stockholm, interiörer från kyrktorn på Gotland, och bilder med en arkitektonisk uppbyggnad huvudsakligen utförda som akvareller eller teckningar och med några få undantag i olja. Som illustratör har hon illustrerat några barnböcker. Husberg är representerad vid Gustav VI Adolfs samling. Hon är begravd på Skogskyrkogården i Stockholm.